# Dark Moor
Dark Moor je španělská heavy metalová kapela s prvky neo-classical metalu, power metalu, progressive metalu, symphonic metalu z Madridu která vznikla v roce 1993.

## Členové kapely

### Současní členové
- Alfred Romero (2003-dosud) - zpěv
- Enrik Garcia (1994-dosud) - kytara
- Mario Garcia (2008-dosud) - baskytara
- Roberto Cappa (2006-dosud) - bicí

### Bývalí členové
- Javier Rubio (1994-1999?) - kytara
- De Roberto Peña Camus (1994-2002) - klávesy
- Elisa Martin (1999-2003) - zpěv
- Albert Maroto (1999-2003) - kytara
- Jorge Sáez - (1999-2003) - bicí
- Jose Garrido (2003-2004) - kytara
- Anan Kaddouri (1999-2004) - baskytara
- Andy C. (2003-2006) - bicí / klávesy
- Dani Fernandez (2004-2008) - baskytara

## Diskografie

### Dema
- Dreams of Madness (1998)
- Flying (1999)

### Studiová alba
- Shadowland (1999)
- The Hall of the Olden Dreams (2000)
- Gates of Oblivion (2002)
- Dark Moor (2003)
- Beyond the Sea (2005)
- Tarot (2007)
- Autumnal (2009)
- Ancestral Romance (2010)
- Ars Musica (2013)

### EP
- The Fall of Melnibone (2001)
- Between Light and Darkness (2003)

### Singly/Video
- The Fall of Melnibone (2001)
- From Hell (2003)
- Before The Duel (2005)
- The Chariot (2007)
- Wheel Of Fortune (2007)
- On The Hill Of Dreams (2009)
- Love From The Stone (2010)
- The Road Again (2013)